# Шраг Микола Ілліч
Мико́ла Іллі́ч Шраг (8 травня 1894, Чернігів — 2 лютого 1970, Львів) — український економіст і громадсько-політичний діяч. Заступник голови Центральної Ради Української Народної Республіки (1917–1918). Доктор економічних наук (1967), теоретик розміщення продуктивних сил і промислових комплексів. Агент НКВД.

## Життєпис
Був сином відомого українського громадського й політичного діяча Іллі Шрага.
1917 — студент юридичного факультету Московського університету. З 1917 року — заступник голови Центральної Ради Української Народної Республіки.
26.04.1918 — призначений представником Уряду УНР при Уряді Королівства Іспанія.
З 1919 — радник української дипломатичної місії в Будапешті, 1920—1924 — перебував у Відні.
З 1924 року — працівник Харківського товариства робітників і техніків. На 1929—1930 роки — начальник планово-економічного управління (ПЕУ) Вищої ради народного господарства (ВРНГ) Української СРР.
У 1931 році заарештований радянською владою за справою «Українського національного центру». В лютому 1932 року засуджений до шести років позбавлення волі, але в жовтні 1933 року його термін переглянули й випустили з тюрми.
Згідно з документами, знайденими в архівах СБУ, в обмін на волю Шраг добровільно запропонував свої послуги НКВС, і написав багато «доповідних записок». Виконуючи завдання НКВС, водночас користувався великим авторитетом серед опозиційно налаштованої української інтелігенції. Певним позитивним боком його діяльності було те, що в обмін на інформацію він періодично звертався до керівництва НКВС із запитами на звільнення певних культурних діячів.
1945 — скерований у Львівську область, сектор водного планування, за сумісництвом — викладач у ВНЗ Львова та Харкова. У 1952 році закінчив Львівський торгово-економічний інститут.
З 1954 — доцент, 1955 — кандидат економічних наук, доцент кафедри економіки промисловості та організації машинобудування енергетичних підприємств, 1958—1963 — завідувач кафедрою економіки та організації машинобудування і приладобудування, з 1964 — доцент, професор кафедри економіки і організації галузевої промисловості Львівського політехнічного інституту. Автор близько 50 наукових праць про формування, теоретичне обґрунтування та розвиток промислових комплексів. Член наукової ради з економічних проблем в Інституті економіки АН СРСР.
Помер 2 лютого 1970, похований на Личаківському цвинтарі, поле № 45.

## Пам'ять
У 1992 р. в холі Львівської політехніки відбулося урочисте відкриття меморіальної дошки, що вшановувала викладачів навчального закладу за внесок у громадське, культурно-освітнє та наукове життя України. Другим — після прізвища Петра Франка — у списку викарбуваних золотом імен стоїть прізвище М. Шрага.